# زاميا أليفة المنحدرات
زاميا أليفة المنحدرات (الاسم العلمي:Zamia cremnophila) هي نوع من النباتات تتبع جنس الزاميا من الفصيلة الزامية.